# Randy Jackson
Randall Darius Jackson, detto Randy (Baton Rouge, 23 giugno 1956), è un bassista e produttore discografico statunitense.

## Biografia
Jackson suonò nel gruppo di Carlos Santana e Jerry Garcia. Nei primi anni '80 suonò in tre album con Jean-Luc Ponty e col gruppo rock Taxxi. Nel 1985 a Keith Richards venne chiesto di realizzare la colonna sonora per il film Jumpin' Jack Flash, interpretato da Whoopi Goldberg. Richards assemblò un supergruppo di all-stars del quale facevano parte, fra gli altri, Aretha Franklin al pianoforte e alla voce e Randy Jackson al basso. La canzone fu pubblicata nell'album di Aretha Franklin del 1986, Aretha, e Jackson è visibile nel videoclip del brano. Sempre in questo periodo, Randy Jackson suona, come musicista di studio, con il gruppo rock Journey nell'album Raised on Radio.
In Italia è noto per essere stato per alcuni anni l'arrangiatore di Zucchero Fornaciari; suo il ritornello di Donne, contenuto nell'album Zucchero & The Randy Jackson Band del 1985. Ha anche suonato il basso nel disco Leoni si nasce (1984) di Renato Zero. Ha inoltre composto per Mina, le canzoni: Pomeriggio Sonnolento 1986 e Rimani Qui 1988 con testi di Giorgio Calabrese, e Dalai 1988 con Samuele Cerri.
Nel 1990 ha registrato l'album Under the Red Sky con Bob Dylan. Ha collaborato all'album These Days dei Bon Jovi nel 1995. Ha collaborato con il cantautore italiano Vasco Rossi per la registrazione dell'album Gli spari sopra del 1993 e per l'album Nessun pericolo... per te del 1996. Bassista anche di Michael Bolton e Tracy Chapman, è noto in USA per essere uno dei giudici del programma American Idol e America's Best Dance Crew.

## Filmografia

### Attore

#### Cinema
- Sex & the Studio 2, regia di Cleetis Mack - direct-to-video (2003)

#### Televisione
- The Bernie Mac Show - serie TV, episodio 3x18 (2004)
- Dr. Vegas - serie TV, episodio 1x01 (2004)
- American Dreams - serie TV, episodio 3x10 (2005)
- Kevin Hill - serie TV, episodio 1x15 (2005)

#### Videoclip
- Michael Jackson Pepsi New Generation, regia di Bob Giraldi (1984)
- Journey I'll Be Alright Without You (Live) (1986)
- Journey Be Good to Yourself (1986)
- Journey Why Can't This Night Go on Forever (1987)
- Mariah Carey feat. Jermaine Dupri & Fatman Scoop It's Like That, regia di Brett Ratner (2005)
- Paula Abdul feat. Randy Jackson Dance Like There's No Tomorrow, regia di Scott Speer e Paula Abdul (2008)
- Nicki Minaj Come on a Cone, regia di Grizz Lee (2012)

### Doppiatore

#### Cinema
- Robots, regia di Chris Wedge e Carlos Saldanha (2005)
- Soul Men, regia di Malcolm D. Lee (2008) - Narratore

#### Televisione
- I Griffin (Family Guy) - serie animata, episodi 6x04-6x05 (2007) - Randy Jackson
- I Simpson (The Simpsons) - serie animata, episodio 21x23 (2010) - Randy Jackson
- Devi crescere Timmy Turner! (A Fairly Odd Movie: Grow Up, Timmy Turner!), regia di Savage Steve Holland- film TV  (2011)
- Bitmoji TV - serie animata, episodio 1x01 (2020) - Randy Jackson

### Produttore
- R U There?, regia di Juno John Lee - film TV (2010)
- When the Lights Go Down, regia di Chán André e Brian Friedman - cortometraggio (2011)
- Alex Boyé Bend Not Break, regia di Alex Boyé e Amanda Lowry - videoclip (2018)

## Programmi televisivi (parziale)
- American Idol - game show (2003)
- America's Best Dance Crew - reality (2008) - presentatore, produttore
- Mariah Carey: Merry Christmas to You, regia di Joel Gallen - speciale TV (2010) - produttore esecutivo